# Salvador Lissarrague Novoa
Salvador Lissarrague Novoa (Santiago de Compostela, 25 de enero de 1910 - Madrid, 14 de marzo de 1967), fue un catedrático de Filosofía del Derecho y de Filosofía Social, fue un relevante filósofo del derecho y sociólogo en los años centrales del siglo XX, discípulo de Ortega y Gasset y de Recaséns Siches. Entre sus obras más destacadas figuran Introducción a los temas centrales de la Filosofía del Derecho, La teoría del Poder en Francisco de Vitoria y Las formas de convivencia y los conjuntos humanos.

## Biografía
Salvador Lissarrague Nóvoa nació en Santiago de Compostela el 25 de enero de 1910. Con antecedentes familiares universitarios, era nieto por parte de madre del decano de la Facultad de Medicina de Santiago de Compostela Jesús Nóvoa López y de Gumersinda Puga Blanco, heredera de la Condesa de Gimonde y hermana de Luciano Puga Blanco, que fue Fiscal del Tribunal Supremo y defendió como abogado a Curros Enríquez.
En 1927 se matriculó en la Facultad de Derecho de la Universidad gallega, donde recibió las primeras influencias del profesor Luis Recaséns Siches, recién llegado de Viena. Tres años después se trasladó a Madrid, donde terminó sus estudios universitarios, y continuó trabajando en la Universidad como ayudante de Recasens Siches, junto con Manuel García Pelayo.

## Actividad Universitaria
Después de la Guerra Civil, Salvador Lissarrague ocupó diversos cargos políticos, y en 1942 ingresó por oposición en el Cuerpo de Delegados
de Trabajo (luego, Inspección de Trabajo). Pero pronto decide volver a la labor
intelectual, que no había abandonado del todo, pues en 1941 publicó distintos artículos e impartió clases en 
cursos del Instituto de Estudios Políticos. En 1942 reingresó en la Universidad de Madrid, como profesor auxiliar de José Gascón y Marín, encargándose de la cátedra de Estudios Superiores de Ciencia Política, hasta que la ocupó su antiguo maestro, Carlos Ruiz del Castillo. En 1944, el Instituto de Estudios Políticos, publicó su tesis doctoral, bajo el título El poder político y la sociedad. Ese mismo año obtuvo la cátedra de Filosofía del Derecho.
A mediados de 1945, ya como catedrático, se incorpora a la Facultad de Derecho de la Universidad de Oviedo. Tras algunos cursos allí, regresa definitivamente a Madrid, como agregado en la nueva Facultad de Ciencias Políticas y Económicas, de donde más tarde será catedrático. Sus alumnos de Oviedo le calificaban como «uno de las maestros más inteligentes que hemos conocido, uno de los espíritus más inquietos y desconcertantes».
La labor intelectual y universitaria de Lissarrague en esa época siguió, en esencia, la doctrina de Ortega y Gasset, tratando de que el nuevo sistema político se reconciliara con una personalidad que se había significado en la causa republicana y optado por el exilio, aunque fuera al comienzo de la contienda. Además el sistema de pensamiento de Ortega se enfrentaba con la filosofía intransigente del nuevo régimen político, por lo que era anatemizado por los defensores de la ortodoxia.
Lissarrague también trató de asumir críticamente las fuentes de la filosofía escolástica y de la «filosofía cristiana» en general.
En 1948 publica Introducción a los temas centrales de la filosofía del derecho, considerada su obra cumbre, y la más claramente dedicada al fenómeno jurídico, desde una perspectiva sociologista, que constituye, para sus seguidores, uno de los hitos iusfilosóficos de la década de los cuarenta. 
En 1955 ganó la cátedra de Filosofía Social, de la Facultad de Ciencias políticas y Económicas de la Universidad Complutense, consolidando su evolución hacia la sociología.  A lo largo de las siguientes dos décadas desarrolló una activa vida universitaria, con un elevado número de publicaciones, que se reseñan separadamente. Centra su trabajo en el pensamiento de filósofos como Francisco de Vitoria, Gustav Radbruch, Jacques Maritain, Zubiri, Durkheim y Bergson.
En la década de los sesenta, dedicará todo su tiempo a la sociología, que ha delimitado como su campo de estudio, y también colabora e impulsa los proyectos de «estabilización» de esta disciplina. Para ello promovió la creación de la Asociación española de Sociología, ocupando una vicepresidencia hasta su muerte, e impartió clases en los cursos de Sociología de 1963 a 1966, en Madrid.
En 1966, un año antes de su fallecimiento, publica el Bosquejo de teoría social, obra máxima de su pensamiento sociológico, donde muestra todas las influencias doctrinales recibidas.
Falleció en Madrid el 14 de marzo de 1967, a los 57 años de edad, siendo Vicedecano de la Facultad de Ciencias políticas y Económicas de la Universidad Complutense.

## Actividad política
Durante la Guerra Civil se incorporó como enlace a Falange Clandestina, un grupo de la Quinta Columna franquista liderado en Madrid por Manuel Valdés Larrañaga y José María Alfaro Polanco. Lissarrague actuaba como agente de la Sección Destacada del SIPM del I Cuerpo de Ejército, a las órdenes inmediatas del falangista Antonio Bouthelier.
Hijo de un militar asesinado en Paracuellos, Lissarrague se integró en la intelectualidad de la Falange posbélica, encuadrándose en lo que podría considerarse su ala más abierta. Ocupó cargos relevantes durante el franquismo, desde la dirección del Ateneo, a la Delegación Provincial de Educación o la dirección del Servicio de Estudios y Publicaciones del Ministerio de Trabajo. Al mismo tiempo mantuvo buenas relaciones con intelectuales como Julián Marias, José Antonio Maravall o Enrique Tierno Galván. Salvador Lissarrague ha sido considerado como el más caracterizado representante de la falange orteguiana, y en los últimos años de su vida publicó diversos artículos en la revista Cuadernos para el Diálogo.
El hecho de que Salvador Lissarrague perteneciera a los sectores falangistas es un dato a tener en cuenta a la hora de estudiar su carrera académica, aunque no excluye su calidad intelectual,  demostrada a lo largo de tres décadas de trabajo. Es cierto que en el curriculum del opositor eran hipervalorados, en aquellos años, los «méritos patrióticos», dato que no debe ocultarse. También es cierto que su seguidismo orteguiano tampoco era bien visto por los más ortodoxos del régimen.

## Publicaciones más relevantes
Entre sus publicaciones de mayor relevancia, descontando artículos de prensa y recensiones de libros, se pueden citar:
- — «Ortega y la círcunstancialidad de su obra», Cruz y Raya, 2 (1933).
- — «En la encrucijada de la historia moderna (David Loth: The Master of the Armada. Philiph II of Spain)», en Cruz y Raya, 12 (1934).
- — «Consideración filosófica sobre el hecho y el grupo social», Revista de Trabajo, 21-22  (1941).
- — «El concepto de Institución en el Derecho Público de Hauriou. Su alcance filosófico-social», Revista de la Facultad de Derecho de Madrid, 6-7 (1941).
- — «El hombre y lo social en el pensamiento de Hauriou. Su teoría sobre el hecho y el grupo social», Revista de Trabajo, 23 (1941).
- — «Un texto de Francisco de Vitoria sobre la potestad política», Revista de Estudios Políticos, 2 (1941).
- — «Prólogo» a la edición española de la obra de F. Funck-Brentano, Lutero, Barcelona, 1941.
- — «La ley creadora de las Cortes», Revista de Trabajo, 33-34 (1942).
- — «La persona y la comunidad nacional. (Al margen de La filosofía contemporánea del Derecho y el Estado, de Larenz)», Escorial, 28 (1942).
- — «El sentido de la realidad en El Quijote»,  Escorial, 31 (1942).
- — «Sentido de la Hispanidad», Revista de Estudios Políticos, 9 (1942).
- — «Reflexiones sobre un opúsculo filosófico: el prólogo a la Historia de la filosofía, de Brehier, en castellano, de José Ortega y Gasset», Escorial, 32 (1942).
- — «La Ley de Ordenación de la Universidad española», Revista de Estudios Políticos, 10 (1942).
- — «Hacia la madurez de una teoría de la sociedad (La Philosophie de l'Institution de Renard y su importancia para el Derecho del Trabajo)", Revista de Trabajo, 4 (1944).
- — «Sobre la posibilidad de la Justicia Social», Revista de Trabajo, 10 (1944).
- — El poder político y la sociedad, Madrid, Instituto de Estudios Políticos, 1944.
- — La teoría del poder en Francisco de Vitoria, Madrid, Instituto de Estudios Políticos, 1946.
- — Introducción a los temas centrales de la filosofía del derecho, Barcelona, Bosch, 1948.
- — «Sobre el primer principio de la filosofía», Revista de Filosofía, 34 (1950).
- — «Gustav Radbruch», Revista de Estudios Políticos, 49 (1950).
- — «Cristianismo y cultura europea», Cuadernos Hispanoamericanos, 19 (1951).
- — «El acto social», Revista de Estudios Políticos, 56 (1951).
- — «En torno a la polémica suscitada por Jacques Maritain», Cuadernos Hispanoamericanos, 30 (1952).
- — «Considerations sur le caractere et les modes de l'acte du pouvoir», Actas del XV Congreso Internacional de Sociología, Estambul, 1953.
- — «El magisterio decisivo de Zubiri», Alcalá (1953).
- — Las formas de convivencia y los conjuntos humanos, Universidad de Madrid, 1956.
- — «La consistencia de la sociedad», Revista de Estudios Políticos, 107 (1959).
- — «La trama de lo social», en Estudios jurídico-sociales. Homenaje al profesor Luis Legaz Lacambra, Universidad de Santiago de Compostela, 1960.
- — «Durkheim y el problema del colectivismo», en Estudios Sociológicos Internacionales, Instituto Balmes de Sociología, CSIC, Madrid, 1961.
- — «El perfil de la convivencia en Bergson», Revista Internacional de Sociología, 78 (1962).
- — «Hombre nuevo», Cuadernos para el Diálogo, 1 (1963).
- — «La novedad de Juan XXIII», Cuadernos para el Diálogo, 10-11 (1964).
- — «El mensaje social de Juan XXIII», en Comentarios Universitarios a la «Pacem in Terris», Madrid, Tecnos, 1964.
- — Bosquejo de teoría social, Madrid, 1966.